# Zamek Sklabinia
Zamek Sklabinia (słow. hrad Sklabiňa, Sklabinský hrad, węg. Szklabinya vára) – ruiny zamku, wznoszące się na szczycie wzgórza na zachód od wsi Sklabińskie Podzamcze (słow. Sklabinský Podzámok) w powiecie Martin w kraju żylińskim na Słowacji, na wschodnim skraju Kotliny Turczańskiej, przy wylocie Doliny Kantorskiej u zachodnich podnóży Wielkiej Fatry.
Zamek sklabiński był największym założeniem obronnym Turca. Jego początki sięgają I połowy XIII w. (pierwsza wzmianka: 1242 r.), lecz wzniesiono go na miejscu znacznie starszego grodziska obronnego o drewniano-ziemnych obwałowaniach. Dominantą zamku był potężny, czworoboczny donżon, pełniący rolę wieży „ostatniej obrony”.
W XIII w. zamek był siedzibą kasztelanii, obejmującej północną część Kotliny Turczańskiej. W 1315 r. król Węgier Karol Robert darował go Donczowi z rodu Balassych. Ten ostatni był wówczas zaufanym króla i żupanem wielkiej żupy zwoleńskiej, do której w owym czasie należał m.in. nie tylko Turiec, ale również Liptów i Orawa. W 1339 r. zamek sklabiński stał się siedzibą żupana nowej żupy turczańskiej. Ród po mieczu Balassych wkrótce jednak wymarł i zamek wrócił do korony węgierskiej. Później wielokrotnie zmieniał właścicieli, m.in. w 1410 r. król Zygmunt przekazał go polskiemu szlachcicowi Andrzejowi Balickiemu. W 1527 r. właścicielami zamku i żupanami Turca stali się Révay’owie, którzy od 1561 r. piastowali ten urząd dziedzicznie.
Po wielkim pożarze w r. 1436 zamek został znacznie przebudowany. Powstało m.in. pierwsze umocnione podgrodzie z dwoma poligonalnymi basztami. W 1468 r. jeden ze starszych obiektów przebudowano na kaplicę. Od połowy XVI w., gdy od Kotliny Panońskiej zaczęła zagrażać potęga turecka, zamek został rozszerzony o przedmurze od strony pd.-zach. W latach 1610–1612 w obrębie murów obronnych wzniesiono nową siedzibę żupana – reprezentacyjny, piętrowy, późnorenesansowy kasztel, ukończony ostatecznie ok. 1630 r. W 1679 r. zamek zdobyli kurucowie Emeryka Thököly’ego, chociaż największe szkody wyrządził w nim później jego właściciel – Michał Revay. Poszukując rzekomo ukrytych tam skarbów w 1691 r. kazał on m.in. podkopać mury górnego zamku, a po niepowodzeniu przedsięwzięcia sprzedał Żydom dzwony z zamkowej wieży i działa z murów.
Do połowy XVIII w. zamek był siedzibą żupy turczańskiej. Po przeniesieniu w 1746 r. jej archiwów do Turczańskiego Św. Marcina (dzisiejszy Martin) zaczął jednak podupadać i od połowy następnego stulecia stał opuszczony. W 1944 r. do reszty wypalili go hitlerowcy w okresie słowackiego powstania narodowego. Po wojnie część ruin zabezpieczono, następnie kilkakrotnie przystępowano do prac restauracyjnych, z mizernymi jednak rezultatami. Najwięcej prac wykonanych zostało społecznie. Plan zamku jest bardzo dobrze czytelny: mury zachowane są miejscami do wysokości kilku metrów. W murach dawnej kaplicy do naszych czasów zachowało się sporo późnogotyckich detali architektonicznych, a w murach pozostałych części zamku – fragmenty detali renesansowych (portal, obramienia okien, gzymsy). Obecnie latem na podzamczu odbywają się liczne imprezy, m.in. pokazy średniowiecznej szermierki w wykonaniu bractw rycerskich, pokazy tresury sokołów itp.
Najwygodniejsze dojście na zamek: ścieżką z centrum wsi po południowych stokach wzgórza zamkowego lub też polną drogą, odchodzącą od szosy do Sklabini (na samej przełęczy łączącej zamkowe wzgórze z grzbietem wznoszącym się ku Wielkiej Fatrze) – 10-12 min.